# América (álbum de José Luis Perales)
América es el nombre del 20°. álbum de estudio grabado por el cantautor español José Luis Perales, Fue lanzado al mercado bajo el sello discográfico Sony Discos el 15 de octubre de 1991, la producción musical siendo el director de producción José Luis Gil.
Compuesto a propósito del quingentésimo centenario del descubriento de América; a celebrarse al siguiente año. De este álbum se desprenden los sencillos: «América» (1991) y «Una locura» (1991).

## Lista de canciones
| América |                         |                   |          |  |
| N.º     | Título                  | Escritor(es)      | Duración |  |
| 1.      | «América»               | José Luis Perales | 5:11     |  |
| 2.      | «El hombre y la sirena» | José Luis Perales | 4:43     |  |
| 3.      | «No te vayas nunca»     | José Luis Perales | 4:22     |  |
| 4.      | «Acércate»              | José Luis Perales | 3:31     |  |
| 5.      | «Una locura»            | José Luis Perales | 4:15     |  |
| 6.      | «Como tú y como yo»     | José Luis Perales | 3:42     |  |
| 7.      | «Ahora que te has ido»  | José Luis Perales | 3:55     |  |
| 8.      | «La chica de la playa»  | José Luis Perales | 4:13     |  |
| 9.      | «El escultor y ella»    | José Luis Perales | 5:14     |  |
| 10.     | «Voy a volverme loco»   | José Luis Perales | 4:55     |  |
| 44:01   |                         |                   |          |  |

© MCMXCI. Sony Music Entertainment Inc.

## Créditos y personal

### Músicos
- Dirección musical, orquestal y arreglos: Eddy Guerin
- Programación y teclados: Alberto Estebanez
- Guitarras: Juan Cerro
- Líder sección de cuerdas: Orquesta Sinfónica de Londres
- Sección de metal y saxofón: Gary Barnacle

### Personal de grabación y posproducción
- Todas las canciones compuestas por José Luis Perales
- Edición de las letras: Editorial TOM MUSIC S.L.
- Grabación:  España, Madrid; Estudio Eurosonic
- Mezcla: Estudio Eurosonic, Madrid
- Ingeniero de grabación y mezclas: Juan Vinader
- Asistente de grabación y mezclas: Daniel Sánchez
- Compañía discográfica: Sony Music International (bajo el sello Columbia Records), A&R Development,  Nueva York, Estados Unidos
- Director de producción: Tomás Muñoz
- Productor ejecutivo: Tomás Muñoz
- Fotografías: Pablo Pérez-Mínguez
- Diseño gráfico: Tony Luz

### Créditos y personal
- Perales, José Luis (2012). «DISCOGRAFÍA - AMÉRICA». Archivado desde el original el 26 de abril de 2012. Consultado el 15 de enero de 2013.

- Datos: Q2839200